# Helmut Zierl
Helmut Zierl (ur. 6 października 1954 w Meldorfie) – niemiecki aktor teatralny, telewizyjny i filmowy.

## Wybrana filmografia
- 1987: Tatort: Voll auf Haß jako Michael Roeder
- 1988: Klinika w Schwarzwaldzie (Die Schwarzwaldklinik) jako Breetz
- 1988: Tatort: Ausgeklinkt jako Thomas Wiener
- 1989: Tatort: Kopflos jako dr Warnke
- 1991: Tatort: Rikki jako Rolf Poelke
- 1991: Tatort: Tod eines Mädchens jako Thomas Bading
- 1993: Derrick jako Wolfram v. Schulze-Westorp
- 1994: Rosamunde Pilcher: Wilder Thymian jako John Dunbeath
- 1995: Komisarz Rex jako Thomas Hofmann
- 2000: Tatort: Bienzle und der heimliche Zeuge jako Henry Buchenhöfer
- 2000: Tatort: Mauer des Schweigens jako Matthias Gutzkow
- 2001: Medicopter 117 jako Heinz Sauter
- 2001: Nasz Charly jako Knut Ebeling
- 2003: Telefon 110 (Polizeiruf 110: Kopf in der Schlinge) jako Lars Köhler
- 2005: Kobra – oddział specjalny jako Henrik Pfeiffer
- 2006: Jednostka specjalna „Dunaj” jako Axel Hauser
- 2006: Tatort: Kunstfehler jako Matthias Lehndorff
- 2006: Telefon 110 (Polizeiruf 110: Tod im Ballhaus) jako Lothar Brückner
- 2008: Stoliczku, nakryj się (TV) jako Vater Klopstock, ojciec
- 2009: Wulkan (TV) jako Dirk Kammerer
- 2009: Tatort: Mauerblümchen jako Jörg Stein, właściciel hotelu
- 2009: Biuro ochrony (Livvagterne) jako Klaus Maria Grashoff
- 2010: Strażnik pierścienia jako dr Lorenz
- 2010: Górski lekarz (Der Bergdoktor) jako Max Neugebauer
- 2011: Ostatni gliniarz (Der Letzte Bulle) jako Günther Glaser
- 2011: Rosamunde Pilcher: Der gestohlene Sommer jako Edward Rosemore
- 2015: Tatort: Wer Wind erntet, sät Sturm! jako Henrick Paulsen, ekolog
- 2016: Rosamunde Pilcher: Liebe, Diebe und Diamanten